# Reduplikation
Reduplikation betyder inom lingvistiken en fullständig eller partiell upprepning av fonologiskt material inom ett ord (duplifix), vilken fyller semantisk eller grammatisk funktion. Reduplikation är ett produktivt morfologiskt verktyg inom hundratals språk runtom i världen .
Ett exempel på fullständig reduplikation finns i språket nez perce (ett sahaptiskt språk i nordvästra USA), där en fullständig upprepning av ordet témul ‘hagel’ står för en annan betydelse: témultemul ‘snöblandat regn’ . En annan variant av fullständig reduplikation är upprepning av ordstammen (till skillnad från hela ordet): i Tagalog betyder mag-isip ungefär ‘att tänka’, medan mag-isip-isip kan parafraseras som ‘att allvarligt tänka över’ .
Partiell reduplikation står att finna i exempelvis i pangasinan (austronesiskt, Filippinerna), där en upprepning av materialet -mi- i ordet amigo ‘vän’ betecknar pluralis: amimígo ‘vänner’ . Ett ytterligare exempel från samma språk är báley ‘stad’ jämfört med balbáley ‘städer’. A-mi-mígo och bal-báley illustrerar hur reduplikationen kan ha olika omfattning - från enstaka till flera segment.
Reduplikation kan fylla olika funktioner i olika språk, och även inom enskilda språk. Upprepningen kan exempelvis ange numerus, tempus, aspekt eller användas för att ändra ordklass.
Reduplikation är vanligt i austronesiska språk, i Australien, södra Asien och i delar av Afrika, Kaukasus och Amazonas. I Västeuropa är det däremot sällsynt .

## Reduplikation i svenska
I svenska spelar reduplikation en relativt liten roll, jämfört med andra språk där det finns mer grammatikaliserade reduplikativa konstruktioner (för att uttrycka t.ex. numerus). Reduplikation förekommer i svenska exempelvis i interjektioner som pang-pang  och konstruktioner som "vackert, vackert" och "finfint". Det har föreslagits att reduplikationen i konstruktioner som vackert, vackert anger ‘ökad grad’ av egenskapen som adjektivet uttrycker .